# West Auckland
West Auckland – wieś i civil parish w Anglii, w hrabstwie Durham. Leży nad rzeką Gaunless, 19 km na południowy zachód od miasta Durham i 363 km na północ od Londynu. W 2011 roku civil parish liczyła 2513 mieszkańców.